# Schistocerca
Schistocerca és un gènere d'ortòpters celífers de la família Acrididae que compta amb diverses espècies, entre la qual destaca la llagosta del desert que és una greu plaga per a humanitat.

## Taxonomia
El gènere Schistocerca inclou nombroses espècies:
- Schistocerca albolineata (Thomas, C., 1875)
- Schistocerca alutacea (Harris, T.W., 1841)
- Schistocerca americana (Drury, 1773)
- Schistocerca andeana Hebard, 1923
- Schistocerca beckeri Dirsh, 1974
- Schistocerca bivittata Stål, 1873
- Schistocerca braziliensis Dirsh, 1974
- Schistocerca brevis Rehn, 1913
- Schistocerca camerata Scudder, 1899
- Schistocerca cancellata (Serville, 1839)
- Schistocerca carneipes (Serville, 1839)
- Schistocerca centralis Dirsh, 1974
- Schistocerca ceratiola Hubbell & Walker, 1928
- Schistocerca damnifica (Saussure, 1861)
- Schistocerca diversipes Hebard, 1923
- Schistocerca flavofasciata (De Geer, 1773)
- Schistocerca gorgona Dirsh, 1974
- Schistocerca gregaria (Forskal, 1775)
- Schistocerca impleta (Walker, F., 1870)
- Schistocerca interrita Scudder, 1899
- Schistocerca lineata Scudder, 1899
- Schistocerca literosa (Walker, F., 1870)
- Schistocerca magnifica Bruner, 1913
- Schistocerca matogrosso Dirsh, 1974
- Schistocerca melanocera (Stål, 1861)
- Schistocerca nitens (Thunberg, 1815)
- Schistocerca obscura (Fabricius, 1798)
- Schistocerca orinoco Dirsh, 1974
- Schistocerca pallens (Thunberg, 1815)
- Schistocerca piceifrons (Walker, F., 1870)
- Schistocerca quisqueya Rehn & Hebard, 1938
- Schistocerca rubiginosa (Harris, T.W., 1863)
- Schistocerca serialis (Thunberg, 1815)
- Schistocerca shoshone (Thomas, C., 1873)
- Schistocerca subspurcata (Walker, F., 1870)